# Vidbir 2020
A 2020-as Vidbir egy ukrán zenei verseny volt, melynek keretén belül a közönség és a zsűri kiválasztotta, hogy ki képviselje Ukrajnát a 2020-as Eurovíziós Dalfesztiválon, Rotterdamban. A 2020-as Vidbir volt a negyedik ukrán nemzeti döntő ezen a néven.
Az élő műsorsorozatba ezúttal is 16 dal versenyzett az Eurovíziós Dalfesztiválra való kijutásért. A sorozat ismét háromfordulós volt; a két elődöntőt február 8-án és február 15-én, és egy döntőt, február 22-én, rendeztek. Az adások alatt a közönség és a szakmai zsűri döntött a végeredményt illetően.
A verseny győztese a Go A nevű együttes lett, akik a Szolovej című dalukkal képviselik az országot Rotterdamban.

## Zsűritagok
A zsűrinek lehetősége volt dönteni arról, hogy melyik versenyző jusson tovább a döntőbe. Az adások során minden produkciót véleményeztek. 
A zsűri tagjai:
- Andrij Danilko – művésznevén: Verka Sergyucska, ő képviselte Ukrajnát a 2007-es Eurovíziós Dalfesztiválon, ahol második helyezett lett[5]
- Tina Karol – énekesnő, ő képviselte Ukrajnát a 2006-os Eurovíziós Dalfesztiválon, ahol hetedik helyezett lett[6]
- Vitalij Drozdov – a Hit radio FM igazgatója

## Helyszín
Az elődöntők és a döntők helyszínéül a Kultúra Háza szolgált, amely az ország fővárosában Kijevben található.

## A résztvevők
Az UA:PBC 2019. október 17-én jelentette be, hogy ismét lehet jelentkezni az ukrán döntőbe. A dalok beküldésének határideje december 25. volt. A versenyző előadókat és dalaikat a műsorsugárzó 2020. január 20-án jelentette be.
| Előadó                    | Dal              | Nyelv        | Szerző(k)                                                                          |
| ------------------------- | ---------------- | ------------ | ---------------------------------------------------------------------------------- |
| [O]                       | Tam, kudy ya ydu | ukrán        | Olha Chernyshova, Alexander Kasprov                                                |
| Assol                     | Save It          | angol        | Kateryna Taranenko, Maksym Zakharin, Anna Chernukha, Eldar Bayramov, Yan Likarenko |
| Cloudless                 | Drown Me Down    | angol        | Yuriy Kanalosh, Anton Panfilov, Oleksandr Lysanskiy, Mykhailo Shatokhin            |
| David Axelrod             | Horizon          | angol        | David Axelrod, Pavlo Shylko, Volodymyr Grigorovitch                                |
| Elina Ivashchenko         | Get Up           | angol        | Elina Ivashchenko, Vadim Lysitsa                                                   |
| Fo Sho                    | Blck Sqr         | angol        | Siona Endale, Betty Endale, Miriam Endale                                          |
| Garna                     | Who We Are?      | angol        | Alyona Levasheva, Roman Nepomnyashiy                                               |
| Gio                       | Feeling So Lost  | angol        | Giorgi Darakhvelidze                                                               |
| Go A                      | Solovey          | ukrán        | Taras Shevchenko, Kateryna Pavlenko                                                |
| Jerry Heil                | Vegan            | angol        | Yana Shemaeva, Roman Cherenov                                                      |
| Katya Chilly              | Pich             | ukrán        | Katya Chilly                                                                       |
| Khayat                    | Call for Love    | angol        | Andriy Khayat                                                                      |
| Krutь                     | 99               | angol, ukrán | Mykhailo Klymenko, Anton Babych, Maryna Krut                                       |
| Moonzoo feat. F.M.F. Sure | Maze             | angol        | Moonzoo, F.M.F. Sure                                                               |
| Oleksandr Poriadynskyi    | Savior           | angol        | Yana Kovaliova                                                                     |
| Tvorchi                   | Bonfire          | angol        | Andrii Hutsuliak, Augustus Kehinde Jimon                                           |

## Első elődöntő
Az első elődöntőt február 8-án rendezte az UA:PBC nyolc előadó részvételével Kijevben, a Kultúra Házában. A végeredményt a nézők és a zsűri szavazatai alakították ki, akik mindössze három előadót juttattak tovább a döntőbe. Az est folyamán extra produkciót adott elő Melovin, a 2018-as Eurovíziós Dalfesztivál ukrán képviselője.
| #  | Előadó       | Dal              | Zsűri | Nézők | Összesen | Eredmény       |
| -- | ------------ | ---------------- | ----- | ----- | -------- | -------------- |
| 01 | [O]          | Tam, kudy ya ydu | 3     | 2     | 5        | Kiestek        |
| 02 | Jerry Heil   | Vegan            | 7     | 6     | 13       | Továbbjutott   |
| 03 | Katya Chilly | Pich             | 4     | 3     | 7        | Kiesett        |
| 04 | Krutь        | 99               | 8     | 8     | 16       | Továbbjutott   |
| 05 | Go A         | Solovey          | 6     | 7     | 13       | Továbbjutottak |
| 06 | Cloudless    | Drown Me Down    | 5     | 5     | 10       | Kiestek        |
| 07 | Gio          | Feeling So Lost  | 2     | 4     | 6        | Kiesett        |
| 08 | Assol        | Save It          | 1     | 1     | 2        | Kiesett        |

## Második elődöntő
A második elődöntőt február 15-én rendezte az UA:PBC nyolc előadó részvételével Kijevben, a Kultúra Házában. A végeredményt a nézők és a zsűri szavazatai alakították ki, akik mindössze három előadót juttattak tovább a döntőbe. Az est folyamán extra produkciót adott elő Benny Cristo, a 2020-as Eurovíziós Dalfesztivál cseh résztvevője és a 2016-os ukrán nemzeti döntő második helyezettje, a The Hardkiss nevű együttes.
| #  | Előadó                    | Dal           | Zsűri | Nézők | Összesen | Eredmény     |
| -- | ------------------------- | ------------- | ----- | ----- | -------- | ------------ |
| 01 | Moonzoo feat. F.M.F. Sure | Maze          | 5     | 2     | 7        | Kiestek      |
| 02 | Fo Sho                    | Blck Sqr      | 3     | 3     | 6        | Kiestek      |
| 03 | Elina Ivashchenko         | Get Up        | 4     | 4     | 8        | Kiesett      |
| 04 | Oleksandr Poriadynskyi    | Savior        | 2     | 6     | 8        | Kiesett      |
| 05 | Garna                     | Who We Are?   | 1     | 1     | 2        | Kiesett      |
| 06 | Khayat                    | Call for Love | 7     | 7     | 14       | Továbbjutott |
| 07 | David Axelrod             | Horizon       | 6     | 5     | 11       | Továbbjutott |
| 08 | Tvorchi                   | Bonfire       | 8     | 8     | 16       | Továbbjutott |

## Döntő
A döntőt február 22-én rendezte az UA:PBC hat előadó részvételével Kijevben, a Kultúra Házában. A végeredményt a zsűri és a nézők szavazatai alakították ki. Az est folyamán extra produkciót adott elő Jamala, a 2016-os győztese, majd 2017 és 2019 között zsűritag, Verka Serduchka, a 2007-es Eurovíziós Dalfesztivál második helyezettje.
|    | Előadó        | Dal           | Zsűri | Nézők | Összesen | Eredmény |
| -- | ------------- | ------------- | ----- | ----- | -------- | -------- |
| 01 | Krutь         | 99            | 5     | 4     | 9        | 2.       |
| 02 | Jerry Heil    | Vegan         | 1     | 1     | 2        | 6.       |
| 03 | Go A          | Solovey       | 6     | 6     | 12       | 1.       |
| 04 | David Axelrod | Horizon       | 3     | 2     | 5        | 4.       |
| 05 | Khayat        | Call for Love | 4     | 5     | 9        | 2.       |
| 06 | Tvorchi       | Bonfire       | 2     | 3     | 5        | 4.       |

## Az Eurovíziós Dalfesztiválon
Ukrajnának 2020-ban is részt kell vennie az elődöntőben. 2020. január 28-án osztották fel a résztvevő országokat az elődöntőkbe, az ukrán előadó az első elődöntő második felében léphet a színpadra.

### Külső hivatkozások
- 🅦 Weboldal